# Trojmezí tří císařů

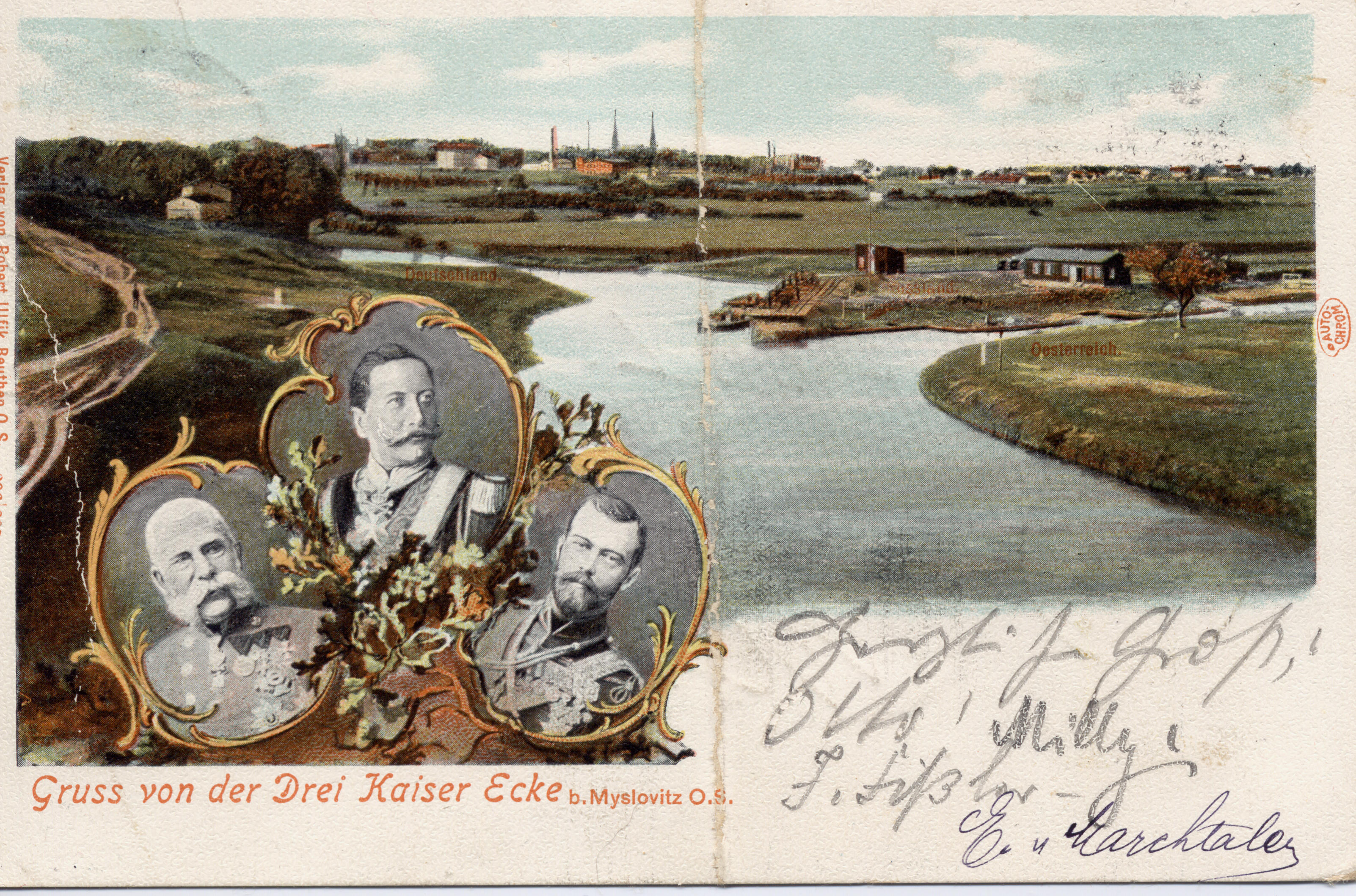
Německá pohlednice z roku 1902 s vyobrazením trojmezí

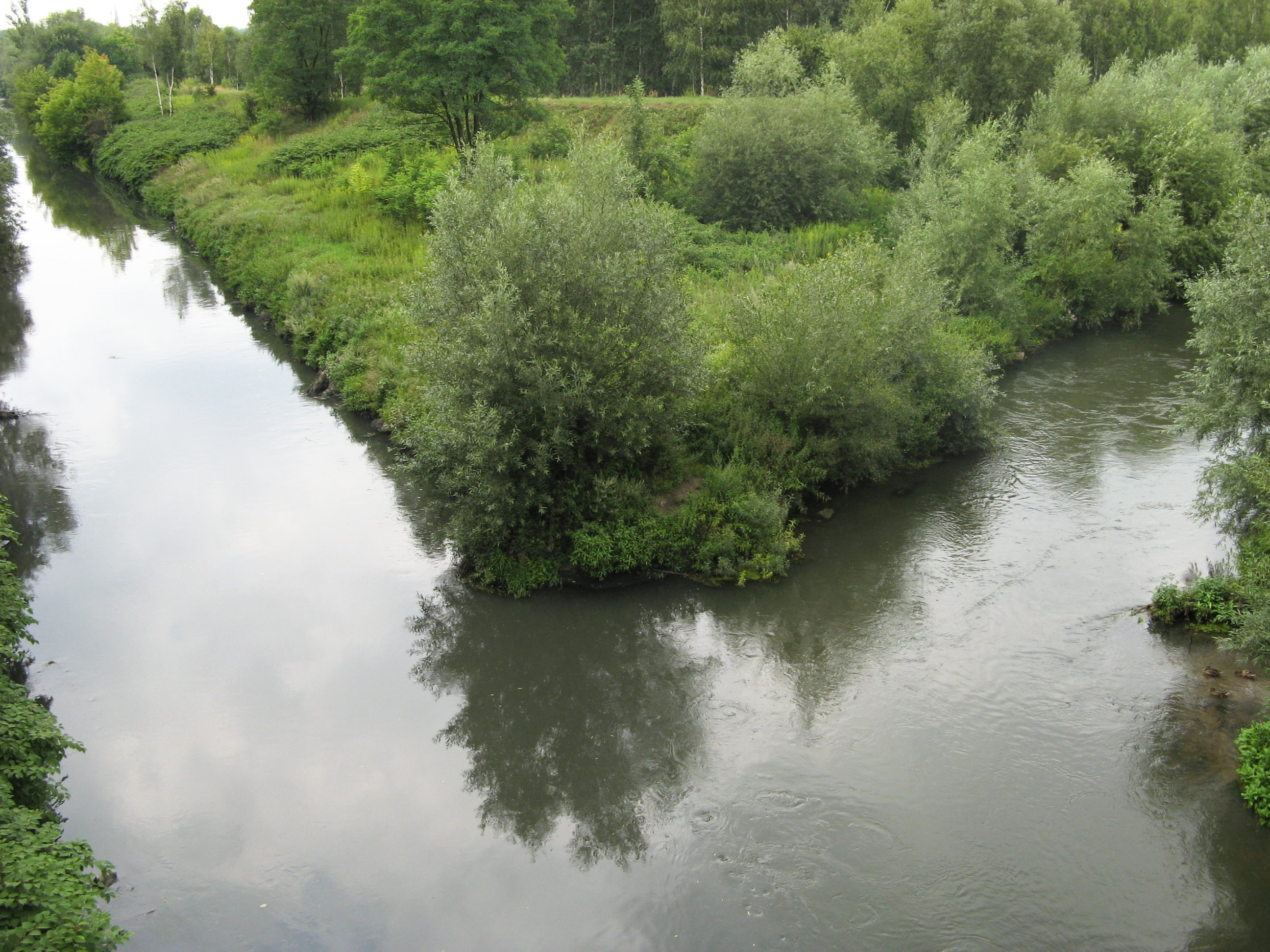
Trojmezí tří císařů v roce 2007

Trojmezí tří císařů (německy Dreikaisereck [drai-kajzer-ek], polsky Trójkąt trzech cesarzy) je označení bodu, kde se před první světovou válkou stýkaly hranice tří císařství – německého, rakouského a ruského. Nyní se na tomto místě stýkají hranice měst Myslovice, Sosnovec a Jaworzno. Trojmezí bylo na soutoku Černé a Bílé Přemše, odkud dále teče řeka Přemše. Pravý břeh (západní) Černé Přemše patřil do Německa, levý břeh Bílé Přemše byl rakouský a území mezi oběma řekami bylo pod vládou Ruska. 
Pojem Trojmezí tří císařů vznikl v roce 1871, kdy došlo ke sjednocení Německa a Vilém I. Pruský stal německým císařem. 
Bod však byl významný i před rokem 1871, protože se v něm stýkaly hranice předchůdců tří císařství: 
- 1815: Pruské království, Krakovská republika a Polské království (které bylo součástí Ruské říše)
- 1831: Pruské království, Krakovská republika a Ruská říše (která z Polska udělala svou provincii)
- 1846: Pruské království, Ruská říše a Rakouské císařství (které začlenilo Krakovskou republiku do monarchie)
- 1867:  Pruské království, Ruská říše a Rakousko-Uherskem (po Rakousko - uherské vyrovnání)

Trojmezí tří císařů nevzniklo po třetím dělení Polska, které mocnosti uskutečnily v roce 1795. Po třetím dělení Polska byl bod styku hranic velmocí u obce Niemirów.
Do první světové války bylo Trojmezí tří císařů známé v celé Evropě a bylo cílem řady výletníků. Po řece pluly výletní lodě a místo bylo možné obdivovat z Bismarckovy věže v Myslovicích z roku 1907. Bismarckova věž byla ve 30. letech 20. století z rozhodnutí polských úřadů zbořena a materiál byl použit při stavbě katedrály v Katovicích.
Po druhé světové válce začalo místo upadat v zapomnění. V prvních letech 21. století se však začalo uvažovat o vybudování vyhlídkové terasy na strmém břehu nad soutokem.